# Reële lijn
In de wiskunde is de reële lijn de verzameling {\displaystyle \mathbb {R} } van reële getallen opgevat als een ruimte van enige soort, zoals een topologische ruimte of een vectorruimte. De reële lijn wordt ten minste sinds de tijd van de oude Grieken bestudeerd, maar werd pas in 1872 voor het eerst gedefinieerd.  
De reële lijn draagt een standaard topologie die op twee verschillende, maar gelijkwaardige manieren kan worden ingevoerd. Ten eerste, aangezien de reële getallen totaal geordend zijn, dragen zij een ordetopologie. Met betrekking tot deze topologie is de reële lijn een lineair continuüm. Ten tweede kunnen de reële getallen een metrische ruimte vormen door de metriek te gebruiken die wordt gegeven door de absolute waarde:
{\displaystyle d(x,y)=|y-x|}
Deze metriek induceert een topologie op {\displaystyle \mathbb {R} } die equivalent is aan de ordetopologie.